# Habay
Habay (în dialectul loren local: Habâ) este o comună francofonă din regiunea Valonia din Belgia. Comuna este formată din localitățile Anlier, Habay-la-Neuve, Habay-la-Vieille, Hachy, Houdemont, Rulles, Harinsart și Marbehan. Suprafața totală a comunei este de 103,67 km². La 1 ianuarie 2008 comuna avea o populație totală de 8.026 locuitori. 
Comuna este situată în sudul provinciei, în regiunea naturală Gaume, parte a regiunii etnologice Lorena Belgiană.

## Localități înfrățite
- Statele Unite ale Americii: Cottonport, Luisiana;
- Italia: Tortoreto, Abruzzo.